# Pavonia fryxelliana
Pavonia fryxelliana är en malvaväxtart som beskrevs av F.R. Fosberg och M.-h. Sachet. Pavonia fryxelliana ingår i släktet påfågelsmalvor, och familjen malvaväxter. Inga underarter finns listade i Catalogue of Life.